# فاندوم أغنية الجليد والنار
فاندوم أغنية الجليد والنار (بالإنجليزية: A Song of Ice and Fire fandom) هو عبارة عن مجتمع دولي غير رسمي من الأشخاص الذين جمعهم سلسلة كتب أغنية الجليد والنار لجورج ر. ر. مارتن، والمسلسل التلفزيوني صراع العروش الذي بثَّته شبكة إتش بي أو، والأعمال مقتبسة منه.

## التاريخ
خلال سنوات عمله في التلفزيون، اكتسب مارتن شهرة في دوائر الخيال العلمي بفضل رواياته ببطء، على الرغم من أنه قيل إنه لم يتلق سوى عدد قليل من رسائل المعجبين سنويًا في أيام ما قبل الإنترنت. تسبب نشر رواية لعبة العروش في زيادة عدد متابعي مارتن، مع ظهور مواقع المعجبين وتطور مجتمع من المتابعين يشبه ستار تريك (فاندوم ستار تريك) ويجتمع بانتظام. بحلول عام 2005، تلقى مارتن الكثير من رسائل البريد الإلكتروني من المعجبين وكان متأخرًا بحوالي 2000 رسالة قد تظل دون إجابة لسنوات.

## مؤتمر الجليد والنار

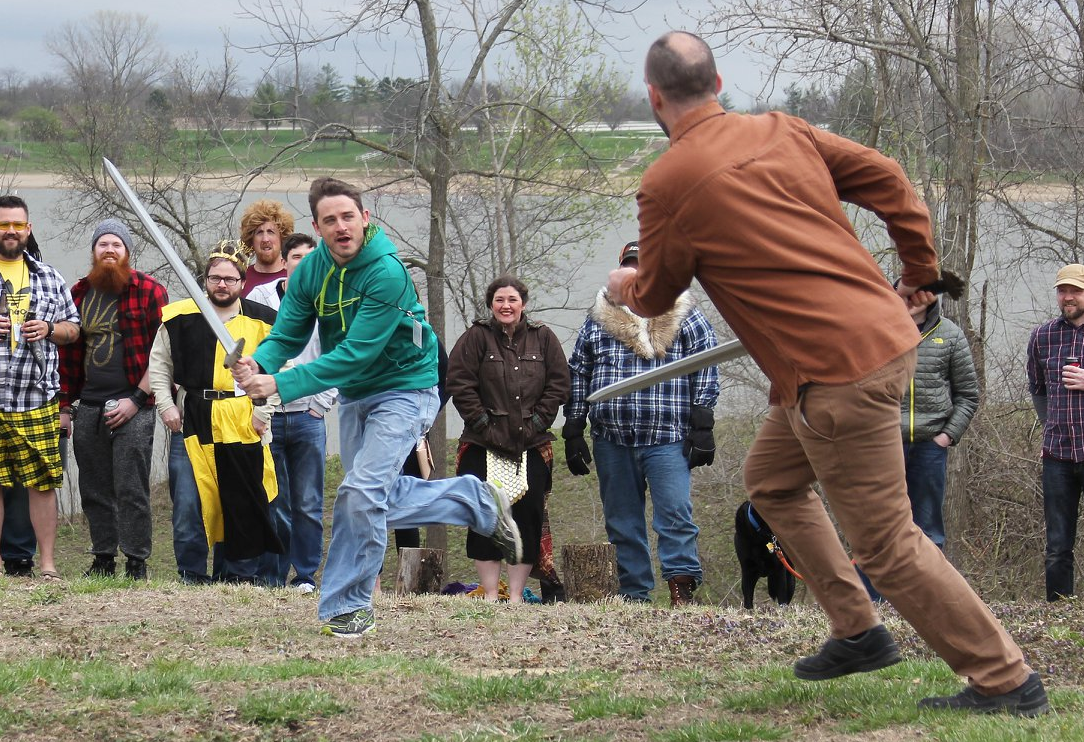
بطولة المناوشة في مؤتمر الجليد والنار 2018.

مؤتمر الجليد والنار هو مؤتمر في أمريكا الشمالية يقام سنويًا في ماونت سترلينغ، أوهايو، ويحتفل بسلسلة كتب الخيال أغنية الجليد والنار لجورج ر. ر. مارتن، بالإضافة إلى مسلسل صراع العروش التلفزيوني المقتبس الشهير الذي أنتجته إتش بي أو.

## ويستروس.أورغ

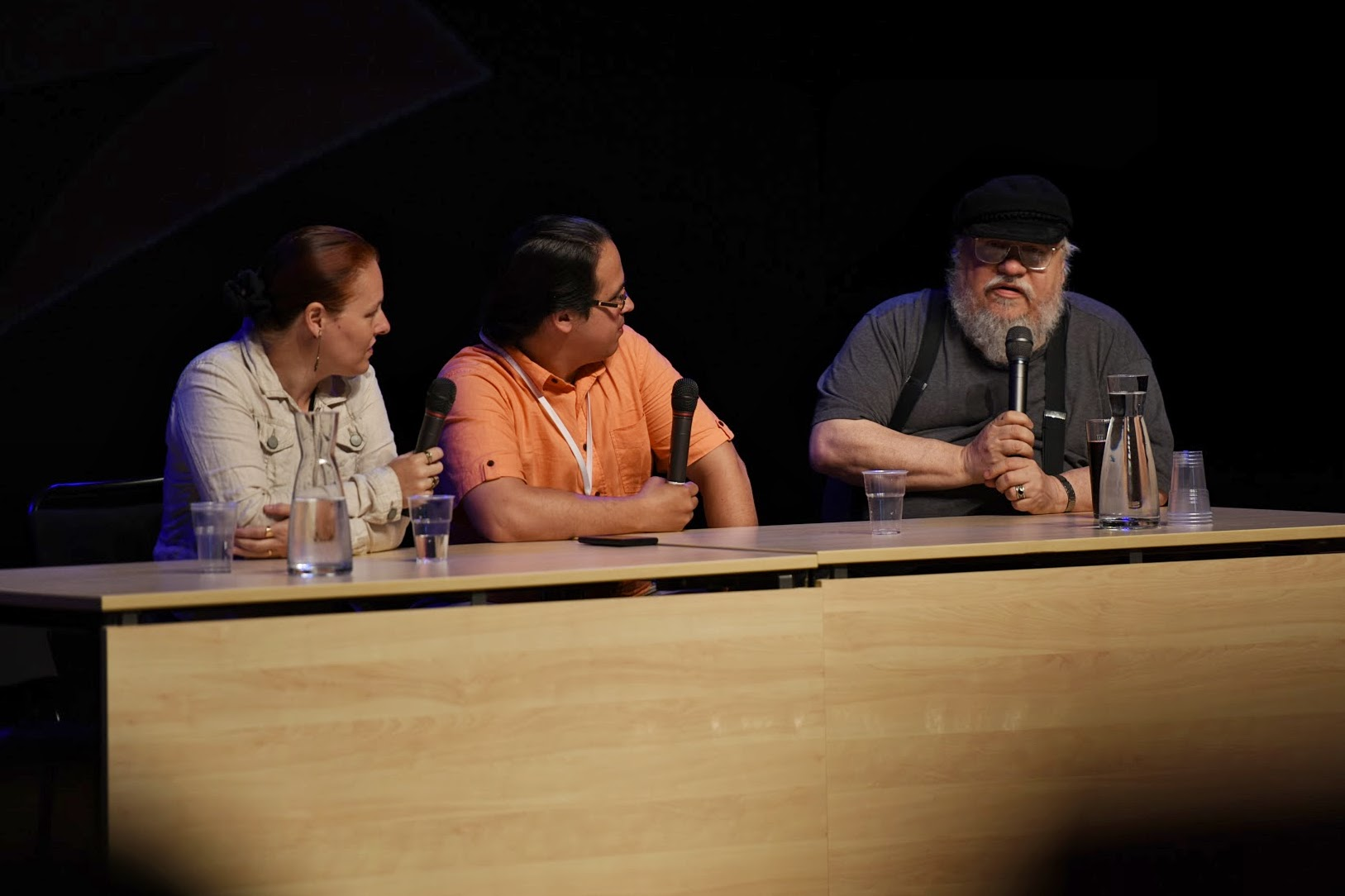
ليندا أنطونسون وإيليو إم. غارسيا وجورج آر. آر. مارتن في عام 2015.

يدير المعجبان السويديان إليو م. غارسيا جونيور وليندا أنطونسون أحد مواقع المعجبين الرئيسية بسلسلة الجليد والنار، Westeros.org، والذي أسساه في عام 1999. وكان الموقع يضم حوالي 17 ألف عضو مسجل في عام 2012. وقد استفسر مارتن بنفسه من غارسيا (الذي وصفته مجلة ذا نيو يوركر بأنه «معجب خارق» يتمتع بمعرفة موسوعية بأعمال مارتن) لتأكيد تفاصيل سلسلته الخاصة، كما أحال باحثي إتش بي أو إلى غارسيا أيضًا.
كان أول موقع ويب ولوحة رسائل للمعجبين (كما روى غارسيا وأنطونسون ومارتن) موقعًا يُدعى «دراجونستون»، والذي استمر لمدة عام واحد فقط بين إصدار الرواية الأولى في عام 1996، وتعطل الموقع في عام 1997، ولم يُعاد بناؤه أبدًا. انتقل منشئ «دراجونستون» إلى مكان آخر؛ ومع ذلك، اجتمع العديد من أوائل المعجبين عبر الإنترنت الذين التقوا على الموقع (إيليو غارسيا من بينهم) مرة أخرى لإنشاء موقع Westeros.org.
على الرغم من أن عمله في Westeros.org تطوعي، إلا أن غارسيا كان مستشارًا مدفوع الأجر للسلع المرخصة المرتبطة بالسلسلة. غارسيا وأنطونسون هما مؤلفا مارتن لكتاب مصاحب للسلسلة، عالم الجليد والنار (2014). اتصل مارتن بالثنائي بشأن المشروع في عام 2008.

## الأخوية بلا رايات
الأخوية بلا رايات هي نادي معجبين غير رسمي يعمل على مستوى العالم. يحضر جورج ر. ر. مارتن اجتماعاتهم أثناء أسفاره ويعد مؤسسيهم وغيرهم من الأعضاء القدامى من بين أصدقائه المقربين.

## صراع العروش
منذ إنشاء المسلسل التلفزيوني في عام 2011، كان هناك انتشار في عدد مواقع المعجبين المخصصة للمسلسل وسلسلة الروايات. وتشمل هذه المواقع «ToweroftheHand.com»، الذي ينظم قراءات جماعية للروايات، و«Fleabottom.net»، وهو منتدى نقاش عبر الإنترنت. بالإضافة إلى ذلك، هناك المزيد من المناقشات على مواقع أكثر عمومية، مثل ريديت وتمبلر، حيث يوجد العديد من المدونات التي أنشأها المعجبون.
علاوة على ذلك، هناك أيضًا العديد من المدونات الصوتية التي تغطي المسلسل. توفر هذه البرامج الصوتية، مثل «جيم أوف أونز»، و«بودكاست الجليد والنار»، مناقشات لكل فصول الكتاب، وكل حلقة في المسلسل التلفزيوني، بالإضافة إلى مناقشة النظريات الحالية في مجتمع المعجبين.

## المعجبين المشاهير
تتمتع السلسلة بمتابعة عالمية مخلصة من أشخاص من خلفيات مختلفة.
من بين المعجبين المشاهير الرئيس الأمريكي السابق باراك أوباما، ورئيس الوزراء البريطاني السابق ديفيد كاميرون، ورئيسة الوزراء الأسترالية السابقة جوليا غيلارد ووزير الخارجية الهولندي فرانس تيمرمانز، الذي صاغ السياسة الأوروبية في اقتباسات من روايات مارتن في خطاب ألقاه عام 2013. ومن المعجبين الآخرين المغنية زارا لارسون، وآدم لامبرت، وسكوت يان من فرقة موسيقى الميتال، حيث ذكر الأخير بعد قراءة الكتب أنه يحب المسلسل بشكل أفضل، قائلاً إنه نادرًا ما يكون برنامج تلفزيوني أو فيلم أفضل من المادة المصدر.
من بين المشاهير المعجبين الآخرين الممثلين لورنس فيشبورن، ريتشارد درايفوس، جون سكويب، أماندا بيت، زاك براف، باتن أوزوالت، إليجاه وود، ميندي كالينغ، داكس شيبرد، كريستين بيل، إليزابيث بانكس، آنا كيندريك، كيري واشنطن، ديلان ماكديرموت، وجينيفر لورنس. المغنيون تي-بين، كيلي كلاركسون، سنوب دوغ، إد شيران، مادونا وجو جوناس (الذي كان متزوجًا من صوفي تيرنر، التي لعبت دور سانزا ستارك في المسلسل)، والممثلون الكوميديون كيفن سميث، وسيث روغن، وعزيز أنصاري. رايان رينولدز وزوجته بليك ليفلي أيضًا من محبي المسلسل.
المؤلف ستيفن كينغ هو أيضًا من محبي المسلسل. جاي-زي وبيونسيه كلاهما من محبي المسلسل، بينما اشترى جاي-زي ذات مرة بيض تنين لزوجته بيونسيه. في عام 2017، قال دوق ودوقة كامبريدج أيضًا إنهما يشاهدان المسلسل.

## وسائل الإعلام على الإنترنت

### المدونات الصوتية
هناك العديد من المدونات الصوتية المخصصة لكتب أغنية من الجليد والنار ومسلسل صراع العروش من إتش بي أو، بما في ذلك: ما بعد العروش، ثرونكاست، جيم أوف أونز، بودكاست الجليد والنار، ميثولوجيا علم فلك الجليد والنار، عاصفة المفسدين، وراديو ويستروس. كما يتم نشر العديد من هذه المدونات الصوتية على يوتيوب.

### قنوات اليوتيوب
هناك العديد من قنوات اليوتيوب المخصصة للسلسلة أيضًا، بما في ذلك (بالإنجليزية: Alt Shift X)، (بالإنجليزية: Emergency Awesome)، و(بالإنجليزية: Red Team Review) و(بالإنجليزية: Preston Jacobs) (قناتان منفصلتان تتقاطعان كثيرًا)، و(بالإنجليزية: Game of Thrones Academy). أما على المستوى العربي هناك العديد من القنوات، ومن الأقدم والأشهر قناة (بالإنجليزية: Azor Ahai SA)، التي تخصصت بتحليلات حلقات مسلسل صراع العروش بشكل أساسي والتطرق لبعض أحداث الرواية، وقناة (بالإنجليزية: Westeros SA) الأكثر تخصص بالرواية والتي تُركز على عالم الرواية بشكل أساسي والتعمق فيه وتحليله وطرح بعض النظريات للمناقشة.
في عام 2019، تحسبًا للموسم الثامن والأخير من المسلسل التلفزيوني، تعاونت العديد من قنوات اليوتيوب لعمل مختارات من المقالات حول المسلسل: تأثير العروش: كيف غزا مسلسل صراع العروش من إتش بي أو الثقافة الشعبية. تم تحرير الكتاب بواسطة جيل كيدرون من أكاديمية لعبة العروش، وتضمن مقالات من قنوات معجبين بارزة أخرى على اليوتيوب مثل تاريخ ويستروس، وأفكار الجليد والنار، والمنطقة الرمادية، وأسرار القلعة، والستار الدخاني، والحضارة السابقة.